# Conflandey
Conflandey é uma comuna francesa na região administrativa de Borgonha-Franco-Condado, no departamento de Alto Sona. Estende-se por uma área de 5,3 km². Em 2010 a comuna tinha 370 habitantes (densidade: 69,8 hab./km²).